# یون جی سونگ
یون جی سونگ (کره‌ای: 윤지성؛ زادهٔ ۸ مارس ۱۹۹۱) خواننده و بازیگر اهل کره جنوبی است. او بیشتر به خاطر قرار گرفتن در جایگاه هشتم فصل دوم برنامهٔ پرودوس ۱۰۱ و لیدر سابق گروه پسرانهٔ کره‌ای وانا وان شناخته می‌شود. به دنبال منحل شدن گروه وانا وان، یون جی سونگ حرفهٔ خوانندگی انفرادی خود را با انتشار آلبوم چندآهنگهٔ Aside در ۲۰ فوریه ۲۰۱۹ آغاز کرد.